# Zemitrella pseudomarginata
Zemitrella pseudomarginata is een slakkensoort uit de familie van de Columbellidae. De wetenschappelijke naam van de soort is voor het eerst geldig gepubliceerd in 1908 door Suter.